# Frank Nelson (actor)
Frank Brandon Nelson fue uno de los actores de comedia más conocidos de Estados Unidos en la radio y en televisión. Hizo más de 10 000 apariciones en programas como I Love Lucy (y su precedente radial My Favorite Husband). Sin embargo, sería mejor recordado por su rol recurrente en los programas de Jack Benny desde los años 30 en adelante.

## Biografía
La primera aparición de Frank Nelson en pantalla fue en la película de 1926 The Sea Beast, adaptación de la novela de Moby-Dick.
Encontró por primera vez la fama con Jack Benny en The Jack Benny Program desde 1937 aproximadamente. Nelson aparecía normalmente como dependiente de alguna tienda o negocio cualquiera. Se inició con la aparición de su lema "¿Siiiiiiiiiiii?". Sus diálogos eran humorísticos y con respuestas y preguntas sarcásticas como: "¿Trabajo en este aeropuerto? No, soy un DC-4 con bigote".
Nelson siguió a Benny a la televisión en 1950, donde siguió haciendo de "empleado grosero". Sus otras frases típicas fueron las mundanas y cotidianas, como por ejemplo cuando Benny le preguntaba: "¿Hacen estas camisas de la talla mediana?" a lo que Nelson respondiía "Oo-oo-oo-ooh, que las hagan ELLOS". También apareció en otros programas de radio, donde acababa arrancando el aplauso o las risas del público con sus ocurrencias.
Después de trabajar con Jack Benny, siguió participando en otras comedias con papeles similares, especialmente en The Hank McCune Show y en I Love Lucy durante los años 50, y en Sanford and Son durante los años 70. En 1981, Nelson hizo varios anuncios para McDonalds con su mítica coletilla de "¿Siiiiiiiiiii?". Garfield in Paradise, en 1986, fue la última vez que se escuchó esta muletilla.
Además de su trabajo en pantalla, Nelson fue una voz muy solicitada para doblar series de dibujos animados como Los Picapiedra, Los Supersónicos y el gobernador Wetworth en The Snorks. También trabajó como jefe de la AFTRA entre 1954 y 1957. Su labor en la radio incluye papeles dramáticos de la CBS como el radioteatro Yours Truly, Johnny Dollar en 1956.
Nelson no fue tan prolífico en películas, pero apareció de vez en cuando en cine con variaciones sobre su típico empleado untuoso. Uno de sus mejores papeles fue Down Memory Lane en el año 1949, donde actúa como gerente de una importante emisora de televisión. También apareció en So You Want to Know Your Relatives, una parodia de Joe McDoakes de This Is Your Life en la que actúa como maestro de ceremonias.
Nelson murió el 12 de septiembre de 1986 en Hollywood, y fue enterrado en el cementerio Glendale's Forest Lawn Memorial Park.

## Legado
Su apariencia y su manera de decir "¿Siiiiiiiiiiiiii?" ha sido parodiada en múltiples ocasiones, sobre todo en la serie de animación Los Simpson donde le imitan con un personaje llamado "El tipo del ¡¿Siiiiiiiii?!".
Jack Benny, coestrella, y Mel Blanc, artista de voz de animaciones, a veces rinden homenaje a Nelson metiendo un "¿Siiiiiiiiiiiii?" en sus trabajos. Al igual que ellos, otros muchos artistas han hecho lo mismo. Por ejemplo, en un episodio de la comedia Three's Company, donde Ralph Furley (Don Knotts) acude a la consulta del médico, quien realmente es Jack Tripper (John Ritter), quien está cubierto con una máscara de cirujano. Cuando Furley le llama, se oye la voz de Jack Nelson diciendo "¿Siiiiiiiiiii?".
Pedro Picapiedra, que normalmente es muy grosero, se comportó de una manera muy suave con un empleado muy pesado que imitaba a Jack Nelson.